# Ljungskile SK
Ljungskile SK (Ljungskile Sportklubb), eller bara LSK, är en svensk fotbollsklubb från Ljungskile. Klubben bildades den 16 maj 1926 och spelar sedan 2021 i Ettan Södra. Laget spelar sina hemmamatcher på Skarsjövallen.
Därtill gör man en rejäl satsning på damsidan för att nå eliten. Satsningen startade 2018 och laget har på två säsonger avancerat tre gånger om, vilket gör att man 2021 kommer spela i Division 1.
LSK har även ungdomsverksamhet för både pojk- och flickfotboll. Den bedrivs i samarbete med Groheds IF och innehar drygt 350 barn och ungdomar.
Klubben är framförallt känd för sin snabba klättring i seriesystemet då man på sju år tog sig från Division 5 till Allsvenskan åren 1990-1997. Sedan dess har det även blivit en andra sejour i den svenska högstadivisionen 2008.

## Historia
Klubben är känd för sin snabba klättring i seriesystemet då man 1990 spelade i division 5 och 1997 i Allsvenskan, vilket har givit upphov till jämförelser med Max Lundgrens berättelser om Åshöjdens BK. Fiktionens Åshöjdens BK stupade dock i kvalet till Sveriges högstadivision. Ljungskile SK spelade alltså i Allsvenskan 1997 efter att ha slutat tvåa i Division 1 Södra 1996 och sedan kvalbesegrat Umeå FC. Tränare var då Lars-Olof Mattsson som senare samma år fick motta priset som årets tränare på Fotbollsgalan. Ljungskile spelade i denna första Allsvenska sejour ett år i högsta serien.
Familjen Wålemark med pappa Bror och de tre bröderna Jens, Bosse och Jörgen har betytt mycket för lagets framgångar. Bo Wålemark var en av de bästa spelarna och stor anledning till att LSK gick upp i Allsvenskan 1997. Pappa Bror är kanske mest känd för de klassiska TV-bilderna när han i glädjen över kvalsegern borta över Umeå FC 1996 sprang in barfota i snöslasket på Gammliavallen i Umeå.
En annan person som betytt mycket för lagets framgångar är tränaren David Wilson. Han kom till klubben 1994 och var med som spelare och förde upp LSK i Allsvenskan 1996, och förutom att ha varit finländsk mästare med FC Haka har han spelat i bland annat Manchester United.

### Klättringen från Division V. Bohusserien till Söderettan 1990–1996
1990 när man började serieklättringen från division V bytte lagen fortfarande om i två gröna byggfuttar. Det fanns inget räcke eller staket mellan publik och spelare. Man gick då runt och samlade in avgiften hos åskådarna. Det fanns en godiskiosk och några plankor som åskådarna kunde sitta på.
Antalet åskådare var sällan över 100 de första åren, undantaget den avgörande matchen mot Åsebro i division IV 1991, då det kom många supportrar från Dalsland. 700 åskådare kom det då, vilket får antas vara första bilkön upp till Skarsjövallen.
Det publikrekordet rök 24 juli 1993 i cupderbyt mot IK Oddevold, 1200 åskådare. Strax därefter byggdes ett klubbhus av rester från det gamla Uddevallavarvet.
1994 fick man spela på dispens i division I (första året i eliten) på den gamla A-planen (då den nya inte skulle vara färdig förrän året därpå).
Några mindre förändringar 1994: räcke mellan spelare och publik, biljettkontroll, men fortfarande utan något staket. Ovanpå godiskiosken byggdes ett litet speakerbås, utanpå den en balkong för de första TV-kamerorna på Skarsjövallen och två läktare lånades genom kommunen från Rimnersvallens B-plan i Uddevalla. Det blev 200 sittplatser. Det var nu det skämtades om att anläggningen var kvar i fyran och vägen dit upp kvar i femman.
Men till första derbyt mot IK Oddevold ordnades 1000 ståplatser genom två inhyrda läktare som byggdes upp på ömse sidor om sittplatsläktaren. Det kom 2458 åskådare och matchen blev en riktig höjdare för Ljungskiles del, vinst med hela 5-0 mot lokalrivalen!
1995 hade supporterklubben samlat ihop pengar till en ståplatsläktare för 400 personer. En del mindre spektakulära förbättringar genomfördes så som kraftigare avlopp. En parkeringsplats för 200 bilar anlades och den smala vägen dit upp asfalterades. Men bredare blev den inte.
1995 slogs nytt publikrekord igen, och även denna gång mot Oddevold som det året gick upp i Allsvenskan. LSK förlorade med 1-4 inför publikrekordet 3636.

### Första gången i Allsvenskan 1997
Bo Wålemark gjorde Ljungskiles historiska första mål i Allsvenskan den 9 april 1997, då de besegrade IFK Norrköping med 2–1.

### 1998-2007
1998-1999 spelade Ljungskile åter i dåvarande Division 1 södra, för att från en fjärde plats det senare året kvalificera sig till den första upplagan av Superettan år 2000. Säsongen i Superettan började bra men slutade sämre då laget kom näst sist och flyttades ner till Division 2 Västra Götaland.
2004 vann LSK Division 2 Västra Götaland, och efter kvalvinst mot Väsby IK gick man igen upp i Superettan. LSK vann Division 2 Västra Götaland redan 2001, men förlorade då i kvalet mot Ängelholms FF.
Mellan 1997 och 2002 hette föreningen Panos Ljungskile SK efter ett sponsorsavtal med klädföretaget Panos Emporio. Ett sponsorsavtal ändrade också namnet på hemmaarenan Skarsjövallen till H.A. Bygg Arena när man tog klivet upp i Superettan igen 2005. När det var dags för Allsvenskan 2008 skrevs ännu ett sponsoravtal som gav hemmaarenan namnet Starke Arvid Arena efter det lokala företaget som tillverkar materialhanteringsutrustning.
Från och med 2011 drar sig Starke Arvid ur som huvudsponsor och H.A. Bygg tar återigen över arenanamnet H.A. Bygg Arena.

### Andra gången i Allsvenskan 2008
Den 21 oktober 2007 säkrade Ljungskile efter vinst borta mot Landskrona BoIS med 2-1 spel i Allsvenskan 2008. Ljungskile SK tog i Superettan 2007 den andra av tre direktplatser till Allsvenskan som 2008 utökades från 14 till 16 lag. I Allsvenskan 2008 slutade man på 14:e plats - bäst av de tre nykomlingarna - men förlorade i kvalspelet mot IF Brommapojkarna - 0-0 borta och 1-1 hemma (Brommapojkarna vann på fler gjorda bortamål)- och förpassades till Superettan 2009.
I och med denna andra säsong i Allsvenskan avancerade Ljungskile från 43:e till 36:e plats i Allsvenskans maratontabell.

### Superettan 2009-2016
18 oktober 2009 säkrade LSK spel i Superettan 2010 genom bortaseger (den första någonsin) mot GIF Sundsvall (0-3). I övrigt var 2009 en medioker säsong där man länge hade stora problem med att ta sig ur från bottenträsket av tabellen. Man slutade på en 9:e plats.
Även 2010 säkrade LSK fortsatt spel i Superettan genom att förfina slutplaceringen från 2009 med en sjätteplats. Ett år som man satsat hårdare än året innan för att vara med i toppen av serien, vilket man klarade av trots stor spelaromsättning.
2012 värvades gamle LSK spelaren Kenny Pavey tillbaks till LSK, men den viktigaste värvningen, menar många, var den nye tränaren Tor-Arne Fredheim, som värvades från Norrköpingslaget Sylvia. Kenny Pavey lämnade LSK redan hösten 2012 för Östers IF som tog klivet upp i Allsvenskan. Pavey återvände till AIK 2014, sedan Öster åkt ur direkt.
Inför säsongen 2013 värvades David Johannesson från IFK Åmål. David var 2012 Sveriges meste målgörare, med sina 28 mål i Division 3.
Tor-Arne Fredheim förlängde hösten 2013 sitt kontrakt med två år, och leder Ljungskile 2014, vilket blir klubbens femtonde säsong i den näst högsta serien.
Inför 2014 värvades flera spelare in som kom att bli tongivande. Till dessa hör den f.d. IFK Göteborg spelaren Hannes Stiller, som i skrivande stund, med sina 24 allsvenska mål, den mest meriterade allsvenske målgöraren som någonsin spelat i LSK, den centrale mittfältaren Markus Gustafsson, Mittbacken Steven Old och den då blivande landslagsspelaren Ken Sema. Detta ledde till att LSK slutade trea, endast 1 poäng från seriesegern och man fick spela sitt tredje allsvenska kval. Denna gång blev det återigen förlust, nu mot Gefle IF, efter att man bland annat dragit på sig en onödig straff tidigt i första matchen.
Då säsongen 2015 inte levde upp till klubbens förväntningar om att återigen haka på tåget mot topplaceringarna bröt klubben med Tor-Arne Fredheim inför 2016 och tog i hans ställe in Jonas Olsson för att satsa mot Allsvenskan. Olsson lyckades emellertid inte alls med sin uppgift och fick lämna tränarposten under sommaren, då klubben låg på nedflyttningsplats. Hans ersättare blev Zoran Lukic, som fick laget att lyfta sig poängmässigt, men inte tillräckligt för att kunna säkra kontraktet. Istället för uppflyttning blev det alltså nedflyttning till division 1.

### Division 1 Södra 2017-2019
Efter nedflyttningen byttes i princip hela truppen ut, och Glenn Ståhl tog över tränarsysslan ihop med Bo Wålemark. Målet var att omedelbart ta LSK tillbaka till Superettan. Efter en misslyckad start på hösten, där laget hade otroligt svårt att göra mål och närmade sig nedflyttningsstrecket, fick Ståhl lämna tränarsysslan till förmån för L-O Mattsson. Mattsson lyckades få igång målskyttet och Robin Strömberg tog hem skytteligan i serien.
2018 var återigen målet att säkra en plats i Superettan kommande säsong. Nu hämtades bland annat den välmeriterade egna produkten Erik Lund in. Målproduktionen från hösten 2017 var dock som bortblåst och L-O Mattsson fick lämna tränarposten tidigt under säsongen till spelarna Erik Lund och Aleksandar Kitic. I samma veva hade Jörgen Wålemark fått sparken från Jönköpings Södra IF, och under sommaren kom Wålemark att ta över tränarsysslan. Laget hämtade sig och bärgade till slut en mittenplacering. Återigen tog Robin Strömberg hem titeln som seriens skyttekung.
Inför säsongen 2019 rustade LSK rejält. Bland annat värvades Johan Brannefalk, Johan Svahn, Andreas Murbeck och Jesper Westermark. Efter ytterligare en trög säsongsinledning grep LSK tag i förstaplatsen i serien efter en derbyseger på bortaplan mot IK Oddevold, och kom sedan aldrig att släppa den. Seriesegern säkrades sedan i returmötet mot Oddevold, där Aniekpeno Udoh blev stor hjälte med två mål. En match som också förkunnade att lokalrivalen blev nedflyttningsklara. Aniekpeno Udoh blev också seriens skyttekung, med lika många gjorda mål som Jesper Westermark, men med färre straffmål. Trotjänaren Aleksandar Kitic meddelade efter uppflyttningen att hans 15:e raka säsong i klubben blev den sista. I och med detta är han den som spelat flest matcher för klubben i modern tid, och klubben har efter detta valt att pensionera tröja nummer 24.

### Superettan 2020 och framåt
2020 spelade Ljungskile SK åter i Superettan. Emellertid slutade man sist och säsongerna 2021, 2022 och 2023 spelade man i Ettan Södra.

## Arena
Arenan som Ljungskile SK spelar sina hemmamatcher på heter Skarsjövallen, då den är belägen nära Stora och Lilla Skarsjön. Det, eller Vallen, är också vad arenan oftast kallas i folkmun, trots att den haft olika namn genom åren, såsom H.A. Bygg Arena, Starke Arvid Arena och Markbygg Arena.
Skarsjövallen byggdes 1984 och har en kapacitet på 5000 platser, varav ca 2000 är sittplatser. Samtliga platser är under tak. Vid behov kan extraläktare för ytterligare ca 2000 personer byggas.
Ljungskile SK är unikt på så sätt att man är en av få elitklubbar som själva äger sin hemmaarena.

### Publiksiffror
Publikrekordet på Skarsjövallen är från den 25 april 2008 då 7128 betalande åskådare kom för att se hemmamatchen mot IFK Göteborg i Allsvenskan, som Ljungskile vann med 2-1. Det är mer än dubbelt så många personer än vad det bor i orten Ljungskile.

### Planer
Skarsjövallen består idag av sex stycken fotbollsplaner. Förutom huvudarenan finns en konstgräsplan för elvamannafotboll, en gräsplan för elvamannafotboll (den gamla planen som anlades 1977 och bara var godkänd för spel upp till Division 2), två gräsplaner för sjumannafotboll och en grusplan för elvamannafotboll.

### Klubbhuset
2010 invigdes det nya klubbhuset med bl. a. nya omklädningsrum, spelargång i mitten, kontor, restaurang, pressrum och domarrum.

## Spelare

### Spelartruppen
(L) - Inlånad spelare
| Nummer      | Land      | Spelare                      | Födelsedatum      | Kom från        | Moderklubb         |           |
| Målvakter   | Målvakter | Målvakter                    | Målvakter         | Målvakter       | Målvakter          | Målvakter |
| ----------- | --------- | ---------------------------- | ----------------- | --------------- | ------------------ | --------- |
| 1           | Sverige   | Lukas Eriksson               | 9 september 2003  | Qviding FIF     | Eriksbergs IF      |           |
| 37          | Sverige   | William Henriksson Liljedahl | 29 augusti 2004   | Stenungsunds IF | Gamla Upsala SK    |           |
| Försvarare  |           |                              |                   |                 |                    |           |
| 2           | Sverige   | Rasmus Nåfors Dahlin (L)     | 2 april 2007      | IFK Göteborg    | Lerums IS          |           |
| 3           | Sverige   | Gustav Johanströmmer Hedin   | 4 juni 2003       | Hammarby TFF    | FC Djursholm       |           |
| 4           | Sverige   | Samuel Ohlsson               | 13 maj 2001       | Örgryte IS      | IFK Göteborg       |           |
| 5           | Sverige   | Gustav Bendrik               | 27 januari 2003   | Varbergs GIF    | Tölö IF            |           |
| 12          | Sverige   | Samuel Högblom               | 12 februari 2007  | Ljungskile SK U | Ljungskile SK      |           |
| 17          | Sverige   | Alexander Björk              | 22 mars 2006      | IK Oddevold     | Ljungskile SK      |           |
| 19          | Sverige   | Pontus Olsson                | 29 mars 1996      | Qviding FIF     | Stala IF           |           |
| 20          | Sverige   | Milos Andelkovic             | 12 mars 2000      | FC Trollhättan  | IFK Göteborg       |           |
| 23          | Sverige   | Mehmet Uzel                  | 9 april 2002      | Stenungsunds IF | IFK Göteborg       |           |
| 60          | Ghana     | Gideon Mensah                | 9 oktober 2000    | Varbergs BoIS   | Right to Dream     |           |
| Mittfältare |           |                              |                   |                 |                    |           |
| 8           | Sverige   | Vilmer Tyrén (L)             | 3 maj 2005        | IFK Göteborg    | Gerdskens BK       |           |
| 10          | Kroatien  | Filip Ambroz                 | 1 december 2003   | IFK Göteborg    | Tuve IF            |           |
| 14          | Sverige   | Daniel Lagerlöf              | 7 april 2004      | IFK Berga       | Hossmo BK          |           |
| 15          | Sverige   | Jonatan Vennberg             | 18 oktober 2004   | Örgryte IS      | Trollhättans FK    |           |
| Anfallare   |           |                              |                   |                 |                    |           |
| 7           | Sverige   | Jonathan Liljedahl           | 2 december 2001   | Sävedalens IF   | Gerdskens BK       |           |
| 9           | Sverige   | Alex Rasheed                 | 22 augusti 2005   | Lindome GIF     | Västra Frölunda IF |           |
| 11          | Sverige   | Adrian Helm                  | 27 september 2005 | Lecce           | Halvorstorps IS    |           |
| 13          | Sverige   | William Nilsson              | 24 oktober 2004   | Utsiktens BK    | Älvsborg FF        |           |
| 16          | Sverige   | Jesper Zetterlund            | 20 juni 2002      | Ahlafors IF     | Ahlafors IF        |           |
| 18          | Sverige   | Alexander Larsson            | 14 januari 2004   | Umeå FC         | Selånger SK        |           |
| 22          | Sverige   | Ailo Zackrisson              | 20 januari 2007   | IK Oddevold     | Ljungskile SK      |           |
| 99          | Sverige   | Lukas Lindholm Corner        | 14 januari 1999   | Imolese Calcio  | Tuve IF            |           |

### Utlånade spelare
| Nr | Land | Pos | Namn |
| -- | ---- | --- | ---- |

| Nr | Land | Pos | Namn |
| -- | ---- | --- | ---- |